# Rudolf Adler
Rudolf Adler (* 25. května 1941, Brno) je český filmový scenárista, režisér, dramaturg, autor rozhlasových her, odborných studií o dokumentárním filmu a pedagog.

## Život
Po absolvování FAMU v letech 1960–1967 působil jako režisér a scenárista v Československém armádním filmu (1966–1970), kde si plnil základní vojenskou službu. V roce 1971 byl z ČAF odejit z politických důvodů. Po roce 1970 natáčel externě filmy pro Krátký film, Febio a další společnosti. V 90. letech se začal věnovat významně pedagogické činnosti, která zahrnovala výuku na FAMU a na Univerzitě v Hradci Králové. Často byl zván také do porot českých i zahraničních festivalů (mimo jiné Academia Film Olomouc, Zlaté slunce, České vize a další). Kromě tvůrčí a pedagogické činnosti se podílel také na vzniku Rámcových vzdělávacích programů (RVP) pro základní školy a gymnázia, konkrétně vzdělávacího obsahu oboru Filmová/audiovizuální výchova.

## Tvorba
Neprve natočil několik dokumentárních filmů ve studiu armádního filmu (Pět dopisů Karla Hiršla, Za vojáčka mňa vzali nebo Ztišení), následně pracoval na více než stovce dokumentárních a hraných filmů pro Krátký film Praha, Filmové studio Barrandov nebo televizní studia Československé televize v Praze, Brně nebo Ostravě. Kromě oceňovaných dokumentárních filmů (Podšable ve Strání, Proč ne – Eliška Junková, Na kus řeči v šalandě, Poutník – Josef Koudelka, Na palubě Andromedy, Chevsurové – Tichá genocida, Život mezi erby, Můj Parthenon jsou Holešovice, Rok na Zelném trhu, Hastrman Habrman, Masky, šašci, démoni, Betlémáři a další) natočil také tři hrané snímky Střepy pro Evu, Hrom do kapelníka a Chlapská dovolenka. Vedle toho je také autorem několika rozhlasových her (U řeky, Ludvík a Václav, Králíček, Vánoční hra). Autorská tvorba se věnuje především filmům se sociální a etnografickou tematikou a dokumentárním portrétům.

## Pedagogické působení
Adler nastoupil jako vedoucí Katedry dokumentární filmy FAMU krátce po revoluci a vedl ji v letech 1990–1994. Později na FAMU vedl až do roku 2024 tvůrčí dílny dokumentárního filmu. Kromě FAMU založil také Školu audiovizuální tvorby IMPULS v Hradci Králové (pozdější Centrum uměleckých aktivit), kde společně se svou partnerkou Jarmilou Šlajsovou připravovali metodické podklady a kurzy pro učitele, ale také pracovníky regionálních televizí. Je také autorem skript (AMU) pro studenty dokumentaristiky Cesta k dokumentárnímu filmu. Pravidelně učí také vysokoškolské pedagogy v rámci Centra pro výzkum vysokého školství MŠMT. V roce 1999 se stal na FAMU docentem (přednáška Metamorfózy dokumentárního portrétu), následně v roce 2002 profesorem.

## Filmografie (výběr)
- 1967 – Nešel tudy bratr Žižka?
- 1968 – Pět dopisů Karla Hiršla
- 1968 – Za vojáčka mňa vzali
- 1969 – Ztišení
- 1970 – Kapitáni
- 1973 – Česká píseň
- 1973 – Malovaný svět
- 1975 – Na kus řeči v šalandě
- 1976 – Řeka a město
- 1976 – INVEX 76
- 1978 – Čím budu?
- 1978 – Střepy pro Evu – hraný film
- 1980 – V hlavní roli Oldřich Nový
- 1980 – Podšable ve Strání
- 1981 – Proč ne? – portrét Elišky Junkové
- 1983 – Hrom do kapelníka – hraný film
- 1988 – Chlapská dovolenka – hraný film
- 1993 – Na palubě Andromedy – seriál
- 1997 – Deset století architektury – seriál
- 2001 – Masky, šašci, démoni

## Ocenění
V roce 2020 získal od členů Asociace pro filmovou a audiovizuální výchovu Cenu Borise Jachnina za celoživotní přínos oboru. V roce 2022 získal cenu Ministra kultury za oblast audiovize.